# Grad Klenovnik
Grad Klenovnik (hrvaško Klenovnik) ali trdnjava se je v srednjem veku nahajala na mestu današnjega dvorca Klenovnik, ki ga je leta 1616 zgradil ban Ivan II. Drašković. Sedanji dvorec je bil leta 1927 spremenjen v zdravilišče in bolnišnico. V dvorcu je danes Bolnica za pljučne bolezni in tuberkulozo. Srednjeveški grad in trdnjava se prvič omenja leta 1244, bil je center enakoimenovanega gospostva, ki je na začetku vključevalo tudi posest Trakošćana. Istoimensko naselje, ki je sedež občine, se nahaja 9 km severozahodno od Ivanca.

## Zgodovina
Grad je po vsej verjetnosti dal zgraditi ogrski kralj  Bela IV. v prvi polovici 13. stoletja kot mejno utrdbo. Grad je prvič omenjen kot utrjeni grad leta 1244, ko ga je ogrski kralj Bela IV. .  Odvzel Pochunu in podelil varaždinskemu  županu Mihaelu. Po njegovi smrti je grad in posest pridobila plemiška družina Bebeka (Bubeka), ki ga je posedovala do konca 14. Stoletja. Tudi ta grad in posest je z listino z dne 27. januarja 1399, ogrski kralj Sigismund Luksemburški skupaj z Zagorsko županijo podelil celjskemu grofu Hermanu II..  Celjski grofje in državni knezi ter večkrat hrvaški bani so grad imeli v posesti do 1456. Po smrti Ulrika II. Celjskega je grad leta 1458 pripadel ogrskemu kralju Matjažu Korvinu, v katerega lasti je bil do njegove smrti leta 1490  in po njem njegovemu nezakonskemu sinu Ivanišu. Ban Ivaniš je grad in posest Klenovnik skupaj s Trakošćanom leta 1503 podaril svojemu podbanu Ivanu Gyulayu, ki je leta 1508 v okviru grajskega kompleksa dal zgraditi kapelo Sv. Wolfganga . Ta družina je grad in gospostvo obdržala za tri generacije do izumrtja leta 1566. Po smrti Ivana Gyulaya mlajšega leta 1567, gradova Klenovnik in Trakošćan ponovno prideta pod kraljevo neposredno oblast. 
Nemški cesar  Maksimilijan II. Habsburški  je leta 1568  grad in gospostvo podelil v fevd Juriju Draškoviću, najprej v osebno uživanje, potem pa Gašperju I. v dedni fevd. Družina Drašković je grad odkupila v last leta 1584. Grad in posest je bila od polovice 16. stoletja do polovice 19. stoletja v lasti grofov Drašković, ki so leta 1616 stari grad porušili in hrvaški ban Ivan II. Drašković je dal pozidati nov štirikrilni zgodnjebaročni dvonadstropni dvorec z notranjim dvoriščem. Dvorec Klenovnik je družina Drašković uporabljala kot svoje stalno prebivališče in Trakošćan le kot občasni.  Šest let, od 1645 do 1651 je bil Klenovnik, kot tudi Trakošćan, v lasti Nikole Zrinskega. Pravni nesporazum med Draškovići in Zrinskimi je imel  za posledicu tudi oborožen spopad, ki pa se je vseeno rešil na sporazumni način, po katerem so Draškovići dobili svoje posesti in gradove, oziroma so morali plačati 30 000 forintov.  V dvorcu je tudi posebna dvorana, v kateri so se v času bana Ivana III. Draškovića odvijala srečanja Škofovske konference.  Leta 1850 je Jurij VI. Drašković dvorec Klenovnik prodal, da bi dobil denar za drago obnovo dvorca Trakošćan. Kupil ga je takratni avstrijski minister za finance baron Bruck. Njegovi nasledniki so graščino z jezerom in parkom prodali družini Paradiž leta 1881, v njihovi lasti je bil do leta 1922, ko ga je kupil grof Ivan Bombelles, ki je zadnji zasebni lastnik Klenovnika. Ta je leta 1925 dvorec z nekaj zemlje prodal Centralnemu uradu za zavarovanje delavcev v Zagrebu, ki je leta 1927 v preurejenem dvorcu odprl sanatorij za obolele delavce. Tu je nastala bolnišnica za tuberkulozo, ki je bila ena od najbolje opremljenih v celotni novi državi Jugoslaviji. Bolnica je delovala tako v času NDH kot tudi po drugi svetovni vojni, ko je bila formalno preimenovana v Bolnico za pljučne bolezni in tbc Klenovnik.

## Galerija
| Jurij II. (*1525 - †1587) | Ivan III. (*1595? - †1648) | Ivan V. (*1660 - †1733) | Janko (*1770 - †1856) |